# Disjunktivní normální forma
Ve výrokové logice je formule v disjunktivní normální formě (DNF), pokud je ve tvaru disjunkcí P-termů, kde P-term definujeme jako konjunkce literálů (a je-li {\displaystyle x} výroková proměnná, tak jí určené literály jsou právě {\displaystyle x} a {\displaystyle \neg x}).
Každá konjunkce literálů a také každá disjunkce literálů je DNF, protože je můžeme považovat za disjunkci P-termů s jedním literálem, resp. za konjunkci jednoho P-termu.
Podobně jako v konjunktivní normální formě (KNF), jediné logické spojky v DNF jsou logická spojka a, nebo a negace. Negace může být pouze součástí literálu, tzn. že negovat lze pouze výrokovou proměnnou.
Platí, že pro každou formuli A lze sestrojit ekvivalentní formule K a D (tedy {\displaystyle \vdash } A ↔ K a {\displaystyle \vdash } A ↔ D), kde K je v KNF a D je v DNF. Toto tvrzení lze dokázat indukcí podle složitosti formule užitím De Morganových zákonů a distributivity.

## Příklady
Příklady formulí, které jsou v DNF:
{\displaystyle \neg A\vee (B\wedge C)} (negace smí stát jen před výrokovou proměnnou)
{\displaystyle (A\wedge B)\vee (\neg B\wedge C\wedge \neg D)\vee (D\wedge \neg E)}
{\displaystyle A\vee B} (tato formule je zároveň i v KNF)
{\displaystyle A\wedge B} (tato formule je zároveň i v KNF)
Příklady formulí, které nejsou v DNF:
{\displaystyle \neg (B\wedge C)}
{\displaystyle (A\vee B)\wedge C}
{\displaystyle A\vee (B\wedge (D\vee E))}
Výše uvedené formule lze ovšem do DNF převést, tedy sestrojit k nim ekvivalentní formule, které jsou v DNF:
{\displaystyle \neg B\vee \neg C}
{\displaystyle (A\wedge C)\vee (B\wedge C)}
{\displaystyle A\vee (B\wedge D)\vee (B\wedge E)}